# Jovan Tanasijević
Jovan Tanasijević (in serbo Јован Танасијевић?; Pristina, 20 gennaio 1978) è un ex calciatore montenegrino e precedentemente jugoslavo, fino alla definitiva conclusione dell'esperienza federativa della Jugoslavia avvenuta nel 2003, nonché serbo-montenegrino, fino alla scissione della Serbia e Montenegro in due stati indipendenti occorsa nel 2006..